# Tituba
Tituba era una esclava de Samuel Parris, de Danvers, Massachusetts. Encara que els seus orígens són font de debat, la recerca sembla indicar que era una nativa sud-americana que va partir des de Barbados, on va ser adquirida, fins a Nova Anglaterra amb Samuel Parris. Tituba va ser la primera acusada de practicar bruixeria el 1692, durant els judicis a les bruixes de Salem. Se sap poc de la vida de Tituba abans de l'esclavitud. Tanmateix, esdevingué una peça clau en els judicis quan va confessar que havia practicat la bruixeria i que Sarah Good i Sarah Osborne també hi havien participat. Va ser empresonada i després alliberada per Samuel Conklin, però es coneix molt poc sobre la seva vida posterior a l'alliberament.
El marit de Tituba era John Indian, un nadiu americà d'orígens incerts, encara que es creu que era d'Amèrica Central. És possible que Tituba també fos d'Amèrica Central, abans d'haver anat a Barbados. També és possible que nasqués a Barbados. Hi ha alguns debats sobre si era afroamericana, encara que la majoria d'historiadors semblen negar-ho, fins i tot Elaine Breslaw, que culpa de la confusió parcialment Charles Upham, el qual va obtenir informació falsa de Samuel Drake.
Tituba va ser la primera persona acusada de bruixeria per Elizabeth Parris i Abigail Williams. Hi ha la hipòtesi que Tituba va explicar a les noies alguns contes de vudú i bruixeria abans que fessin l'acusació. El seu propi marit, John Indian, va prendre part en l'acusació. Els judicis apareixen ben documentats en el llibre de recomptes sobre l'església de Samuel Parris. Tituba va ser la primera persona que va confessar que havia practicat la bruixeria a Salem. Inicialment va negar la seva participació en actes de bruixeria, però més tard va confessar que havia cuinat un "witchcake", un tipus de pastís ideat per descobrir si algú havia estat víctima d'un encanteri, a causa de les pallises propinades per Samuel Parris amb la intenció d'obtenir una confessió. Més tard, va afegir que coneixia tècniques ocultes que havia après de la seva mestressa a Barbados, tècniques per guarir-se dels poders del mal i per revelar els orígens i causes de la bruixeria. Com que aquest coneixement no podia provocar cap dany, Tituba negava ser bruixa però admetia que havia participat en rituals ocults quan va preparar el witchcake com a intent d'ajudar Elizabeth Parris. A pesar de les confessions, no hi ha cap prova que realment dugués a terme aquests rituals.
Altres persones de viles pròximes a Salem van ser acusades de bruixeria. Tituba no sols va acusar altres persones durant la seva confessió, també va parlar de gossos negres, porcs, un ocell groc, rates negres i vermelles, gats, una guineu i un llop. Tituba també va parlar de muntar sobre un pal. Va confessar que Sarah Osborne tenia en possessió una criatura amb cap de dona, dues cames i dues ales. Com que barrejava diferents perspectives sobre la bruixeria, la confessió de Tituba va confondre els oients del judici, i per les seves semblances amb algunes idees sobre la demonologia, alguns residents de Salem van creure que Satanàs es trobava present entre ells. A causa d'aquest judici, Tituba va ser empresonada i alliberada posteriorment per Samuel Conklin.